# Martijn Huygens
Martijn Huygens is een personage uit de Nederlandse soapserie Goede tijden, slechte tijden. Het personage werd, samen met vrouw Irene Huygens en kinderen Dex en Ronja Huygens geïntroduceerd op 22 mei 2008 en wordt sinds die datum vertolkt door Peter Post. Martijn en zijn gezin woonden al in Meerdijk voordat ze werd geïntroduceerd in de soap.

## Verleden

### Huwelijk met Irene
Martijn ontmoette Irene in Afrika, waar Irene werkte als verpleegster. Ze trouwen en wanneer Irene op haar twintigste zwanger raakt van Ronja, besluit het koppel samen terug te keren naar Nederland en daar een leven samen op te bouwen. Drie jaar later komt ook hun zoon Dex ter wereld. Irene raakt nog zwanger van een derde kind, maar besluit dit kind tegen de zin van Martijn weg te laten halen.

## Levensloop in Meerdijk

### Aankomst
Voorafgaand aan de introductie van de familie Huygens in mei 2008, woonde de familie al in Meerdijk. Het is dus onduidelijk wanneer zij hier zijn komen wonen. Over deze periode is weinig bekend.

### Ludo Sanders
Ondanks de reacties uit haar omgeving neemt Irene de therapie van Ludo Sanders serieus. Ludo zelf ziet het eigenlijk niet zitten en wil het liefst worden verlost van zijn paniekaanvallen door middel van een pilletje of een drankje, maar Irene weet hem ervan te overtuigen dat hij moet praten over zijn gevoelens om het echte probleem te ontdekken, omdat er dan pas een oplossing voor gezocht kan worden.
De therapiesessies vallen samen met Ludo's plan Janines reputatie als gerespecteerd journalist te vermorzelen. Hij geeft een van zijn medewerkers de opdracht zich voor te doen als patiënt bij een huisarts en deze te beschuldigen van ongewenste seksuele intimiteiten. Als Janine hier dan een tip over zou krijgen en de betrokkenen zou interviewen, zou Ludo bekendmaken dat alles een leugen was. Door ongelukkig toeval wordt Martijn uitgekozen als zondebok. Het plan wordt opgestart en Martijn heeft niets door, al stelt hij zich vragen bij de klachten van zijn patiënt. Janine zit al snel boven op de zaak en houdt zelfs een interview met Ludo's medewerker, maar Janine komt voor de publicatie van het verhaal achter de waarheid.
Martijn komt er ongeschonden uit, maar Irene is kwaad op Ludo omdat zij hem vertrouwde. Irene stuurt hem weg met een lijst van andere therapeuten. Ludo wil echter geen andere therapeut en gaat dan ook niet bij iemand anders in therapie. Irene ziet met lede ogen aan hoe Ludo steeds verder afzakt en hij zelfs in het ziekenhuis belandt na een paniekaanval. Ze vergeeft hem zijn fout en neemt hem opnieuw onder haar hoede.

### Barbara
Martijn krijgt een goede band met Barbara Fischer, eerst is het vriendschap maar later wordt het liefde. Martijn heeft een affaire met Barbara en Irene komt erachter. Irene wil scheiden maar Martijn wil zijn huwelijk redden. Hij woont ondertussen al samen met Barbara. Hij verlaat Barbara en gaat proberen zijn huwelijk met Irene te redden. Sair Poindexter, de moeder van Irene, wil ze uit elkaar houden. Als het eindelijk weer goed gaat tussen die twee, komt Maxime Sanders met een idee om die 2 uit elkaar te houden. Samen met Ludo Sanders wordt dit plan uitgevoerd. Nu is het zeker dat hij gaat scheiden. Ludo en Irene hebben nu een relatie en Martijn gaat bij Barbara wonen. Martijn maakt het toch uit met Barbara omdat hij met Irene verder wil. Hij laat haar inzien dat Ludo hem een hak wil zetten. Irene en Ludo zijn dan ook uit elkaar. Dan is Ludo woest. Hij breekt de vingers van Martijn. Martijn doet aangifte en Ludo belooft dat hij er alles aan zal doen om hem weer bij Irene te krijgen als hij zijn aanklacht intrekt. Dit doet hij. Op dit moment is Martijn weer gelukkig getrouwd met Irene.

## Familiebetrekkingen
- Ronja Huygens (1983, dochter)
- Dex Huygens (1988, zoon)
- Ongeboren kind (1989, abortus)
- Rutger Goedhart (1955, oom)
- Onbekend Goedhart (neef)
- Janneke Goedhart (achternichtje)

### Beroepen
- Huisarts (vermoedelijk sinds begin jaren 90), praktijk aan huis.

## Gebruikte bronnen
- Officiële website GTST